# Киликијски гусари
Киликијски гусари је општи назив за гусаре који су доминирали Средоземним морем од 2. века пре нове ере до интервенције Помпеја 67-66. године. Пошто су у Киликији, на јужној обали Мале Азије, постојала злогласна гусарска упоришта, израз "Киликијски" се дуго употребљавао за опште обележавање свакаквих гусара на Медитерану. 

## Пораст гусарења
Са уништењем Картагине, пропадањем Селеукидског царства и заласком моћи Птолемејског Египта, на Медитерану није остало снажне поморске силе. Рим је био једина преостала медитеранска сила, али у то време њена морнарица је смањена и Рим се ослањао на унајмљивање бродова по потреби. Рим је штитио само Тиренско и Јадранско море, због своје близине, експедицијама које су слате против гусарских база на Лигурској и Илирској обали. Балеарски острва су због претње гусара испражњена 120. године п. н. е. 
Као резултат таквог стања, гусари су се консолидовали и организовали. Мање заједнице на грчком и северноафричком приобаљу су остављене да се саме сналазе. Заједнице које нису могле да се одбране од гусарских упада биле су приморане да се њима сарађују и тако им постале уточишта. 
Крит је у то време још увек био независна грчка територија. Грађански ратови су опустошили земљу, а велики део становништва је почео да гусари. Крит је постао велико гусарско уточиште, због свог стратешког положаја усред Средоземља, а и зато што није пао под контролу ниједног медитеранског царства. 
Киликија је била друго велико уточиште гусара. Попут Крита, и Киликија је богата одличним природним лукама које су лако могле да се бране. Селеукиди, који су владали већим делом Киликије, били су сувише слаби да би их сузбили, а Диодот Трифон, краљ Селеукидског царства од 142.-138. п. н. е, заправо их је подржао да би ојачао свој положај. 
Око 140. године пре нове ере Рим је послао Сципија Емилијана да процени ситуацију. Известио је да су владе региона биле превише слабе или невољне да реше то питање. Рим у то време није желео да троши напоре потребне за смањење претње од килицијских гусара, могуће због користи које је гусарење доносило Римљанима - јефтине робове, заробљене током гусарских препада. 
Сходно томе, гусари су остали једина значајна поморска сила у Источном Медитерану. Временом су успоставили базе широм Средоземља. 
Проблем гусарења на Медитерану повећавао се током деценија. Велика мрежа гусара координирала је са великим флотама операције на широким подручјима. Према Касију Дију, томе су допринели дугогодишњи ратови. Многи ратни бегунци су му се придружили. Гусаре је било теже ухватити од друмских бандита. Гусари су пљачкали обалска подручја и градове. На Рим је утицао мањак увоза и опскрбе житарицама, али Римљани нису придавали довољно пажње том проблему. Сматрало се да ће рат против гусара бити велики и скуп и да је немогуће напасти све гусаре одједном. Како није много учињено против њих, неки градови су претворени у зимске гусарске четврти и вршени су препади у унутрашњости. Многи гусари су се населили на копну на разним местима и ослањали се на неформалну мрежу међусобне помоћи. Нападани су и градови у Италији, укључујући и римску луку Остију: бродови су спаљени и град је опљачкан. 
Плутарх је такође повезивао повећано гусарење са ратом. Трећи митридатски рат (73.–63. п. н. е) против понтијског краља Митридата VI (у данашњој северној Турској) је осмелио гусаре, јер су ушли у Митридатову службу. Ово упућује да је Митхридат подстицао гусарење као средство за слабљење Римљана. Плутарх је такође мислио да су Римљани због грађанских ратова оставили море без заштите, што је гусарима дало самопоуздање да пљачкају острва и приморске градове поред напада на бродове на мору. Гусарење се ширило из своје почетне базе у Киликији. Гусари су такође запленили и откупили неке градове. Плутарх је тврдио да су гусари имали више од 1000 бродова, да су заузели 400 градова и опљачкали храмове у Грчкој и оскрнавили светишта, пописавши њих четрнаест. Он је навео преторе Сектилија и Белинија и ћерку Антонија међу важним Римљана који су отети због откупнине. Пиратство се проширило на цело Средоземље, чинећи га непловним и затвореним за трговину. То је проузроковало недостатак животних намирница. 
Апијан је ескалацију гусарења приписао Митридатовим пљачкањем римске провинције Азије 88. години п. н. е. и током Првог митридатског рата (89.–85. п. н. е.). Осиромашени народ који су из римско-понтског сукоба изгубили средства за живот постали су гусари. Испрва су вршили препаде на мору с неколико малих чамаца. Како се рат одмицао, постали су бројнији и користили су веће бродове. Кад се рат завршио, гусарство се наставило. Пловили су у ескадрилама. Опкољавали су или на препад заузимали и пљачкали градове. Отимали су богате људе за откупнину. Нераван део киличке обале постао је њихово главно подручје за сидрење и таборење. Гусарење је привукло људе из Памфилије, Понтуса, Кипра, Сирије и других места на истоку. Број им је нарастао на десетине хиљада гусара који су доминирали читавим Медитераном. Победили су неколико римских поморских заповедника, чак и код обале Сицилије. Море је постало небезбедно. Ово је пореметило трговину, а неке плодне земље су остале необрађене, што је довело до несташице хране и глади у Риму. Уклањање тако раштркане и велике силе без посебног центра командовања, чинило се тешким задатком. Према Апијановом мишљењу, Луције Лициније Мурена и његов наследник Публије Сервилије Ватија Икаурик (78.–74. п. н. е) нису ништа постигли против њих. 
Киликија је дуго била уточиште пирата. Била је подељена на два дела, Киликија Трахеја (планинска Киликија), планинско подручје на западу и Киликија Педијас (равничарска Киликија, на истоку), поред реке Лимонлу. Прву римску кампању против гусара водио је Марк Антоније Оратор 102. године пре нове ере. Делови Киликије Педијас постали су римска територија. Тек мали део тог подручја постао је римска провинција. Публије Сервилије Ватија Исаурик добио је команду за борбу против гусарства у Киликији у 78.–74. п. н. е. Добио је неколико морнаричких победа над Киликијом и заузео обале оближње Ликије и Памфилије. Примио је свог агнома Исауруса јер је победио Исаурија који је живео у језгру планина Бик, које се граничило са Килицијом. Он је Исаурију уградио у провинцију Киликија Педијас. Међутим, велики део Киликија Педијас припадао је царству Јерменији. Киликија Трахеја је и даље била под контролом гусара.

## Трговина робљем
Један од главних извора прихода гусара било је ропство. Римска економија постала је зависна од робова. Римљани су држали велике плантаже на којима су радили робови. Киликија је била позната по великим римским имањима на којима су радили робови из читавог Средоземља. Кад Република није била у рату, била им је потребна алтернативна понуда; тада су се окренули гусарима који су били највећи добављач робова. То је имало додатни ефекат код моћних интересних група у Риму (углавном пословне класе) који су лобирали за неактивност. 
Острво Делос постало је средиште медитеранског тржишта робова; остала тржишта су укључивала тржиште Родоса и Александрије. На свом врхунцу 10.000 робова прошло је кроз Делосово тржиште у једном дану.  Са плантажама је дошао оштрији систем ропства и већа потражња. Западна Азија је била главна извор робова. 

## Рим и гусари
До 1. века пре нове ере, оно што је почело као мања сметња, постало је куга за медитеранску трговину. Киликијски гусари су лутали по целом Средоземљу и почели да нападају градове саме Италије. Чак је и Остија пљачкана. 
На крају је Рим предузео мере. Године 102. п. н. е, Римљани су послали Марка Антонија Оратора, у Киликију с војском и флотом. Гусари нису били дорасли овом нападу, па су побегли. Антоније је прогласио победу, а Сенат му је доделио тријумф. Али гусари су се само прегруписали на Криту и убрзо се вратили у своје старе базе у Киликији и пиратерија се наставила. Више од две деценије, Рим, окупиран другим претњама, игнорисао је проблем. Године 79. п. н. е, Публије Сервилије Ватије Исаурик добио је на управу провинцију Киликију и команду за борбу против гусара. Од 78.-74. п. н. е. водио је поморску и копнену кампању против пиратских база у Киликији (копнена кампања била је намењена њиховим савезницима Исаврима). Али ово је било само привремено решење. 
Коначно, након жестоке расправе, Помпеју су дата ванредна овлашћења за уклањање киликијских гусара. Помпеј је Медитеран поделио на тринаест округа, од којих је за сваки одредио флоту и заповедника. Помпеј је потом прошао западним Средоземљем са својом моћном флотом, истерујући гусаре или их наводећи на путеве својих других заповедника. Гусари који су успели побећи, упутили су се у источни Медитеран. Помпеј је први део кампање завршио за 40 дана. 
Помпеј се тада окренуо према источном Медитерану. Дао је повољне услове гусарима који су му се лично предали, за разлику од осталих заповедника. Неки су се гусари предали Помпеју заједно са својим бродовима и породицама. Од њих је сазнао где се други крију. Многи су се повукли у своја упоришта у Малој Азији, где су се окупили и чекали да Помпеј нападне њих. Код Корацезијума је Помпеј однео одлучујућу победу и блокирао град. Киликијски гусари предали су све своје луке и утврђена острва. Римљани су одузели богатство које су гусари прикупили и ослободили много својих заробљеника за које су гусари намеравали тражити откуп; остали затвореници су продати у ропство. Страбон пише да је Помпеј уништио 1300 пиратских бродова свих величина. 
Помпеј је поштедео многобројне киликијске гусаре који су били заробљени, схватајући да су многи гусарили из немогућности да прехране другачије породице. Они који су се предали населили су се у разним деловима јужног приобаља Мале Азије, где је становништво слабо било насељено. Насеља су створена у Малусу, Адани и Епифанеји. Многи су се населили у Солију, који је након тога назван Помпејополис. 
Источна кампања је трајала 49 дана. Свеукупно, Помпејева кампања је у само 89 дана током лета 66. године п. н. е, уклонила претњу од киликијских гусара, који су давили медитеранску трговину и тиме претили општом глађу у самом Риму. 

## Значајнији сусрети

### Квинт Серторије
Кад је Квинт Серторије, одметнути римски генерал, протеран из Хиспаније, ушао је у савез са кликијским гусарима. Заједно су напали и заузели Питјусу, најјужније Балеарско острво које им је поскужило као база. Када је гувернер Даље Хиспаније сазнао за то, послао је ратну флоту и готово читаву легију, који је истерао Серторија и гусаре са Балеара. Они су се прегруписали у Баетици где су гусари одлучили раскинути са Сераторијем и отпловити у Африку да помогну у постављању тиранина Аскалиса (човека кога подржавају Серторијеви римски противници) на трон Тингиса. Серторије их је следио до Африке, окупио Мавре око Тингиса и победио Аскалиса и гусаре у битци. 

### Јулије Цезар
Када је Сула 78. године пре нове ере умро, Јулије Цезар се вратио у Рим као адвокат, осудио Сулове присталице и упутио се у грчки град Родос да проучава ораторство. Гусари су запленили његов брод 75. године п. н. е, отели Цезара и задржали га за откупнину. Цезар се осетио увређеним јер је сматрао да је, двадесет талената (свота новца) потребних за његово ослобођење, премала, и одлучио је да ће разапети гусаре након што буде слободан. Цезар је инсистирао да гусари повисе захтев за откупнину до цене која је погоднија његовом статусу; његови пријатељи су брзо пронашли тај новац у Риму, пре него што су се вратили на острво где је Цезар био заточен. Након уплате новца, ослобођен је. Окупио је малу војску која је заробила гусаре и потом их разапела као казну за њихове злочине. 

### Спартак
Током побуне робова познате као Спартаков устанак, за Спартак је речено да је склопио договор са киликијским гусарима, надајући се да ће успети да прокријумчари снаге побуњеника са Апенинског полуострва на Сицилију. Током 71. године п. н. е, гусари су напустили Спартака и морао је да се одрекне планова да пређе на Сицилију. 

## Гусарска култура
Плутарх препричава посебан обичај киликијских гусара. Кад би њихов заробљеник нагласио да је Римљанин, гусари би се претварали да су уплашени и молили су за милост. Ако би затвореник озбиљно прихватио гусарске подсмехе, обукли би га у грчке атлетске ципеле и тогу да не би поновили грешку. Након што су се задовољно ругали њему, спустили су мердевине у море и, желећи му срећно путовање, позвали га да се спусти са брода. Ако човек не би ишао по својој вољи, гурали би га преко брода. 
Према Плутарху, киликијски гусари су први прославиљали мистерије Митре. Када је неке од њих Помпеј преселио у Апулија, вероватно су пренели и своју религију, стварајући почетке онога што је у другој половини 1. века п. н. е. процветало у римски Митраизам. 